# Davide Cantarello
Davide Cantarello (Mestrino, 10 maggio 1968) è un ex cestista e allenatore di pallacanestro italiano.

## Carriera

Cantarello alla Stefanel Milano

Ha iniziato la sua carriera professionistica nella Pallacanestro Trieste. Nel capoluogo giuliano è rimasto fino al 1994, anno in cui, con buona parte dei giocatori e dello staff della formazione triestina, si è spostato all'Olimpia Milano al seguito dell'imprenditore Bepi Stefanel.
La parentesi di Cantarello a Milano è durata quattro anni, durante i quali riesce a vincere lo scudetto 1995-1996 contribuendo con 3,2 punti e 2,7 rimbalzi in 18,6 minuti di media nella regular season di quell'anno (con numeri di poco superiori ai play-off).
Dopo un'annata alla Pallacanestro Cantù, scende in Serie A2 nel 1999, quando approda alla Snaidero Udine. Al termine di quella stessa stagione, la formazione friulana conquista la promozione in A1, campionato in cui Cantarello ha militato fino al 2006, tornando a disputare gran parte delle partite partendo dalla panchina.
Nel gennaio 2007 si è unito all'Aurora Jesi, scendendo così nuovamente nella seconda serie nazionale. Con i marchigiani è rimasto due anni e mezzo, venendo anche in questo caso utilizzato dalla panchina.
Nel novembre 2009 ha firmato con un'altra squadra di Legadue, la neopromossa A.B. Latina, ma già nel successivo mese di gennaio è tornato a giocare in Friuli-Venezia Giulia con l'approdo alla Falconstar Monfalcone, squadra di Serie B Dilettanti.
Nonostante i 44 anni di età, ha iniziato la stagione 2012-2013 in Legadue facendo ritorno a Trieste, dove è sceso in campo in cinque occasioni fino al febbraio 2013 quando è stato tagliato.

## Palmarès
- Campionato italiano: 1

Olimpia Milano: 1995-96
- Coppa Italia: 1

Olimpia Milano: 1996
- Coppa Italia di Legadue: 1

Aurora Jesi: 2008